# 台灣賞鯨

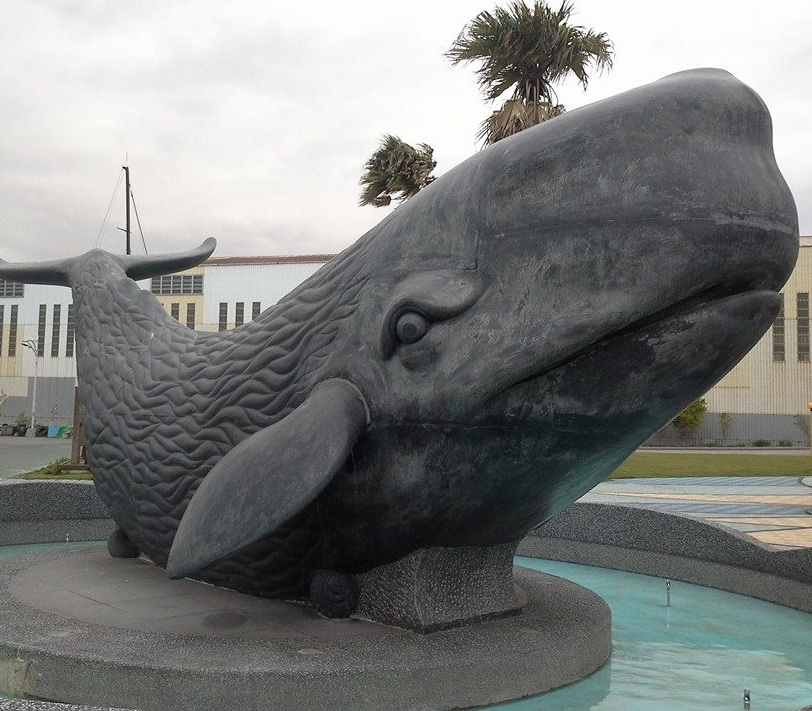
花蓮觀光漁港鯨魚雕塑

台灣賞鯨豚業是台灣旅遊及野生動物保育的其中一項產業，始於1997年7月，台灣第一艘賞鯨船「海鯨號」從花蓮縣石梯漁港出航，在首個10年累積160萬遊客人數。 目前，在宜蘭、花蓮、台東三縣都有開放賞鯨旅遊活動。

## 歷史
1996年，台大生態學與演化生物學研究所教授周蓮香等人組成「尋鯨小組」，首次在台灣海域展開鯨豚調查，發現虎鯨的踪迹。
1997年7月，海鯨號從花蓮縣石梯漁港出航，開啟賞鯨旅遊活動。賞鯨活動發展至今，有四個開放港口：宜蘭縣烏石漁港、花蓮漁港、花蓮縣石梯漁港、台東縣成功漁港。

## 地理
台灣的地理位置處於西太平洋，台灣東部不經過緣海，直接面靠太平洋，東海岸離岸7至10浬處，有黑潮經過帶來豐盛的營養，吸引大批的鯨豚，常見鯨豚種類約30種。

## 行政管理
2003年，行政院農業委員會漁業署為維護鯨豚的自然生態、提升賞鯨旅遊服務品質及保障遊客消費權益，開始推動「賞鯨標章」評鑑制度，成立「賞鯨標章推廣委員會」執行審議及管理，委託中華鯨豚協會執行。

## 另見
- 賞鯨
- 台灣捕鯨
- 中華鯨豚協會
- 黑潮海洋文教基金會
- 白海豚媽祖

## 外部連結
- 台灣賞鯨事業發展及展望 （页面存档备份，存于），漁業署
- 賞鯨標章：許藍色旅遊一個永續的未來 （页面存档备份，存于），環境資訊中心
- 賞鯨活動 （页面存档备份，存于），中華鯨豚協會
- 遲了二十年的賞鯨規範何時修？ （页面存档备份，存于），黑潮海洋文教基金會